# Heiko Liebers
Heiko Liebers (* 18. Dezember 1967) ist ein ehemaliger deutscher Fußballspieler. Für den 1. FC Lokomotive Leipzig spielte er in der DDR-Oberliga, der höchsten ostdeutschen Spielklasse. Als Zweit- und Drittligaspieler war er ein erfolgreicher Torjäger. Liebers ist mehrfacher DDR-Nachwuchsnationalspieler.

## Fußball-Laufbahn

### Nachwuchsspieler
Der 1. FC Lokomotive Leipzig nominierte Heiko Liebers erstmals zur Saison 1984/85 als Stürmer für die Juniorenoberliga. In der vorherigen Saison hatte Liebers mit den 16-Jährigen für den 1. FC Lok die Jugendmeisterschaft gewonnen. Im Sommer 1985 wurde er in den Kader der DDR-Juniorennationalmannschaft berufen, und im Rahmen der Jugendwettkämpfen der Freundschaft in Bulgarien bestritt er am 13. Juli 1985 gegen Nordkorea (7:1) sein erstes Juniorenländerspiel. In der 71. Minute eingewechselt erzielte er in der 83. Minute das siebte Tor für die DDR-Auswahl. Nachdem Liebers alle fünf Spiele des Freundschaftsturniers bestritten hatte, musste er zwei Jahre warten, ehe er erneut in der Juniorenauswahl eingesetzt wurde. Im Herbst 1987, zu diesem Zeitpunkt spielte er für den Zweitligisten BSG Motor Grimma, gehörte er zum Aufgebot für die Junioren-Fußballweltmeisterschaft 1987 in Chile. Dort bestritt er fünf der sechs Turnierspiele, darunter das Spiel um den 3. Platz, das die U-20 der DDR vor 70.000 Zuschauern nach einem 3:1 im Elfmeterschießen gegen den Gastgeber gewann. Insgesamt bestritt Liebers als Stürmer in den Jahren 1985 und 1987 elf Juniorenländerspiele, in denen er vier Tore erzielte.

### Erst- und Zweitligafußball in der DDR
Bereits in der Saison 1985/86, in der der Angreifer mit 23 Treffern Torschützenkönig der Juniorenoberliga wurde, absolvierte Liebers seine ersten Spiele im Männerbereich des 1. FC Lok Leipzig. Neben Einsätzen für den 1. FC Lok Leipzig II in der drittklassigen Bezirksliga bestritt er mit der 1. Mannschaft auch ein Pokalspiel. Zu seinem ersten Einsatz in der DDR-Oberliga kam er in der Saison 1986/87. In der Begegnung des 2. Spieltages zwischen der BSG Wismut Aue und den Leipzigern (1:0) am 23. August 1986 wurde er in der 77. Minute eingewechselt. Inzwischen hatte er auch seine Ausbildung zum Instandhaltungsmechaniker abgeschlossen. Ende 1986 wurde Liebers beim Klub ausdelegiert und an die DDR-Liga-Mannschaft von Motor Grimma abgegeben. Dort eroberte er sich sofort einen Stammplatz und fehlte bis zum Saisonende lediglich in einem Punktspiel. Mit sechs Meisterschaftstoren wurde er noch zweitbester Torschütze der Grimmaer. Auch 1987/88 wurde der 1,72 Meter große Liebers mit zehn Treffern Vize-Torschützenkönig in Grimma und bestritt 29 der 34 Punktspiele. Mit 18 Toren in der Spielzeit 1988/89 war er nicht nur bester Schütze bei Motor Grimma, er landete auch auf Platz vier der Torschützenliste in der DDR-Liga. In der Meisterschaft bestritt er alle 34 Spiele.
Mit seinen guten Leistungen in Grimma wurde Liebers wieder für den 1. FC Lok Leipzig interessant, und er wurde zur Saison 1989/90 in die Leipziger Oberligamannschaft zurückgeholt. Er konnte jedoch die Erwartungen nicht erfüllen und kam über den Status eines Ersatzspielers nicht hinaus. In den 26 Oberligaspielen der Saison wurde er zwischen dem 3. und 20. Spieltag nur zehnmal eingesetzt und spielte nie voll durch. Sein einziges Oberliga-Tor erzielte er am 15. Spieltag, dem 3. März 1990, als er in der Begegnung 1. FC Lok – Wismut Aue (2:1) in der 21. Minute das 1:0 erzielte. Eine bessere Bilanz wies er in den Pokalspielen der Saison auf, er bestritt vier der fünf Partien und schoss zwei Tore. Aufgrund der Gastspielgenehmigung für Oberligakteure in der Liga, kam Liebers 1989/90 parallel zu elf Treffern in 24 Spielen für die TSG Markkleeberg. Seine letzte Saison im DDR-Fußballspielbetrieb absolvierte Liebers 1990/91 komplett in der DDR-Liga bei den inzwischen als 1. FC Markkleeberg firmierenden Randleipzigern. Dort konnte er erneut seine Torjägerqualitäten ausspielen und wurde mit 18 Treffern abermals Torschützenkönig seiner Mannschaft. Damit landete er auf Platz zwei der Torschützenliste der Ligastaffel B.

### Dritte Liga im DFB-Spielbetrieb
Infolge der deutschen Wiedervereinigung stand den ehemaligen DDR-Fußballspielern ab 1990 der Weg nach Westen offen. Liebers nutzte diese Möglichkeit, um sich zur Saison 1991/92 für zwei Jahre dem hessischen Amateur-Oberligisten KSV Hessen Kassel anzuschließen. In der Oberliga Hessen hatte er keine Schwierigkeiten, sich als Stammspieler zu etablieren. In den beiden Spielzeiten versäumte er lediglich zwei Punktspiele und ging mit 18 bzw. 22 Toren wieder erfolgreich auf Torejagd. Nach einem kurzen Zwischenspiel beim Ligakonkurrenten Borussia Fulda 1993/94 spielte Liebers in den Spielzeiten 1995/96 bis 1998/99 für den SC Neukirchen in der Südstaffel der nun drittklassigen Regionalliga. Er bestritt 135 Punktspiele und erzielte 54 Meisterschaftstore. In der Saison 1996/97 war er mit 20 Treffern wieder Mannschafts-Torschützenkönig. Seine letzte Drittligasaison absolvierte er 1999/2000 beim FC Rot-Weiß Erfurt in der Regionalliga Nordost. In der viertklassigen Oberliga traf er in 34 Spielen 2000/01 für den FC Ederbergland im Nordhessischen achtmal. Im Anschluss war er bei der SG Hessen Bad Hersfeld und der SG Immichenhain/Ottrau unterklassig am Ball, bevor er seine Laufbahn beendete.